# Henryk Roman Gulbinowicz

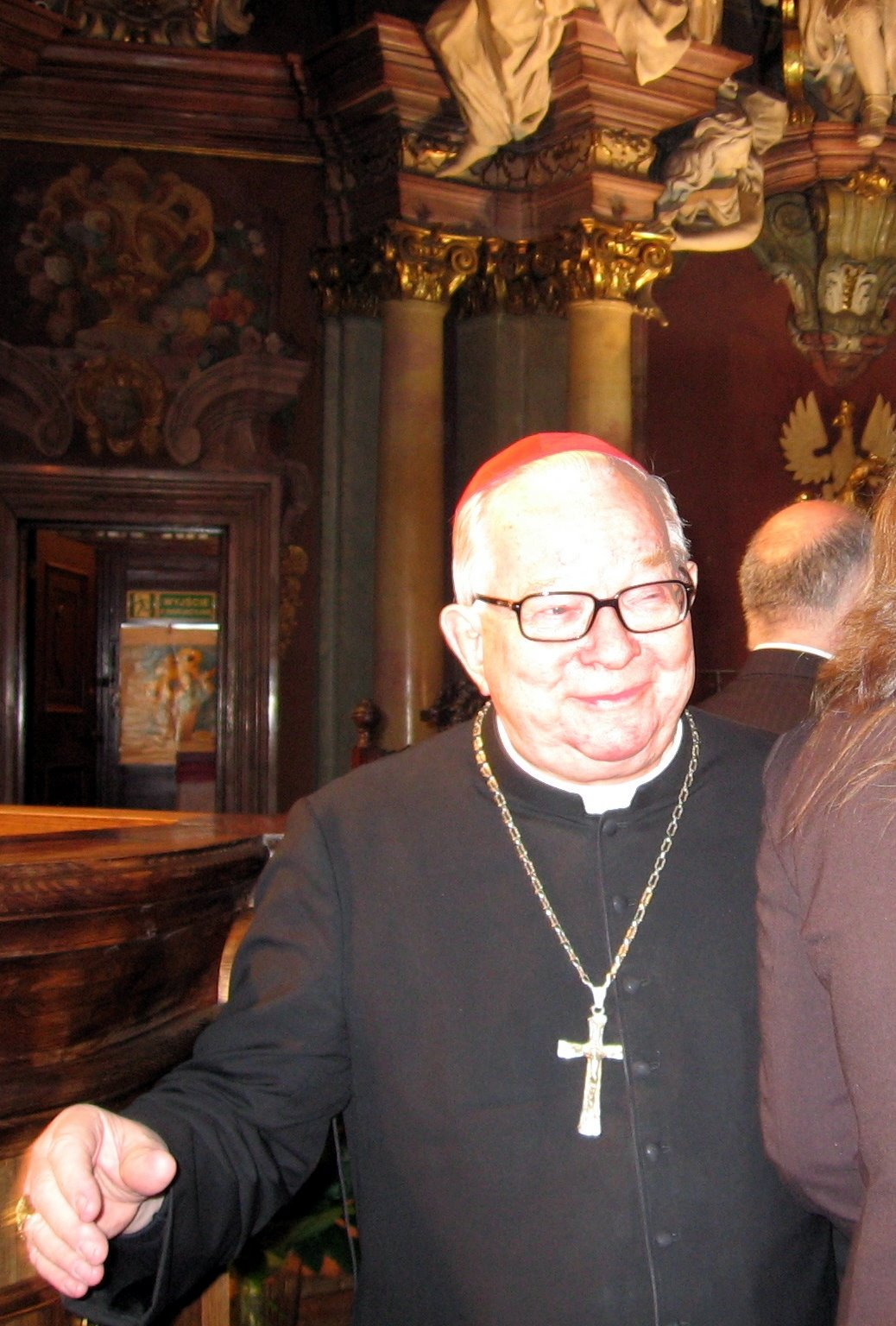
Henryk Kardinal Gulbinowicz (2007)

Wappen Kardinal Gulbinowicz, Erzbischof von Breslau (1976–2004)

Henryk Roman Kardinal Gulbinowicz (* 17. Oktober 1923 in Szukiszki bei Vilnius, heute Litauen; † 16. November 2020 in Breslau) war ein polnischer Geistlicher und römisch-katholischer Erzbischof von Breslau. Ab 1985 war er Kardinal der römisch-katholischen Kirche. Wegen Missbrauchsvorwürfen und seiner Kontakte zum polnischen Geheimdienst SB verbot der Vatikan ihm zehn Tage vor seinem Tod, seine bischöflichen Insignien zu verwenden und öffentlich aufzutreten.

## Leben
Jahrzehntelang gab Gulbinowicz als Geburtsdatum den 17. Oktober 1928 an. Erst Anfang 2005 wurde bekannt, dass er fünf Jahre älter als bisher angenommen ist. Sein Geburtsdatum wurde 1942 geändert, um die Verschleppung als Zwangsarbeiter durch das NS-Regime nach Deutschland zu vermeiden.
Gulbinowicz studierte Philosophie und Theologie am Priesterseminar Białystok und empfing 1950 das Sakrament der Priesterweihe. Anschließend arbeitete er in Szudziałowo als Hilfsgeistlicher. 1951 nahm er ein Promotionsstudium an der Katholischen Universität Lublin auf, wo er 1955 mit einer Dissertation aus dem Bereich der Moraltheologie den theologischen Doktorgrad erwarb.
Von 1956 bis 1959 wirkte er als Studentenseelsorger in Białystok. Anschließend war er bis 1970 Dozent am Priesterseminar des Erzbistums Ermland und gleichzeitig für die Diözesanverwaltung von Allenstein tätig.
Am 12. Januar 1970 ernannte ihn Papst Paul VI. zum Titularbischof von Acci und zum Apostolischen Administrator des polnischen Bereichs der Erzdiözese Vilnius in Białystok. Die Bischofsweihe empfing er am 8. Februar 1970 von Primas Stefan Kardinal Wyszynski. Mitkonsekratoren waren Józef Drzazga, Apostolischer Administrator und Weihbischof in Ermland, sowie Kazimierz Majdanski, Weihbischof in Włocławek. Sechs Jahre später, am 3. Januar 1976, wurde Gulbinowicz Erzbischof des bedeutenden schlesischen Erzbistums Breslau, dem er bis zum 3. April 2004 vorstand.
Papst Johannes Paul II. nahm Henryk Roman Gulbinowicz am 25. Mai 1985 als Kardinalpriester mit Immacolata Concezione di Maria a Grottarossa als Titelkirche in das Kardinalskollegium auf. Gulbinowicz gehörte der Kongregation für die orientalischen Kirchen an.
Gulbinowicz starb in Breslau und wurde unter Ausschluss der Öffentlichkeit am 20. November 2020 auf dem Kommunalfriedhof in Olsztyn im Grab seiner Eltern beerdigt.

## Kontroverse
Im Jahr 2019 teilte der Dichter Przemysław Kowalczyk mit, dass Gulbinowicz ihn drei Jahrzehnte zuvor sexuell belästigt habe. Die Staatsanwaltschaft sah wegen Verjährung davon ab, eine Untersuchung einzuleiten. Im Herbst 2020, wenige Tage vor dem Tod des Kardinals, entschied der Apostolische Stuhl, dass Gulbinowicz keine Gottesdienste mehr zelebrieren, nicht an öffentlichen Veranstaltungen teilnehmen und keine bischöflichen Insignien mehr benutzen durfte. Gleichzeitig wurden für den Fall seines Todes eine Trauerfeier und ein Begräbnis im Breslauer Dom ausgeschlossen. Auch wurde er vom Vatikan angewiesen, eine – in der Verlautbarung nicht bezifferte – Summe an die polnische Heiliger-Josef-Stiftung (Fundacja Św. Józefa) zu stiften, die sich um Opfer sexueller Gewalt kümmert; allerdings ist zu seinen Lebzeiten dort keine Spende von ihm verbucht worden.
2020 veröffentlichte das staatliche Institut für das Nationale Gedenken in Warschau Auszüge aus den Akten, die der Geheimdienst SB während der Volksrepublik Polen über ihn geführt hatte. Demzufolge hatte der SB versucht, ihn als jungen Priester, der „aktiver Homosexueller“ war, zur Mitarbeit zu erpressen. Auch in Klerikerkreisen sei bekannt gewesen, dass Gulbinowicz dazu geneigt habe, manchen jungen Amtsbrüdern in den Schritt zu fassen. Einer Publikation in Polityka zufolge gab er bei regelmäßigen Treffen mit SB-Offizieren Auskunft über andere Geistliche. Er habe aber seit dem Ende der 1970er Jahre, nachdem sein Landsmann Karol Wojtyła zum Papst gewählt worden war, die Mitarbeit verweigert. In der Zeit des Kriegsrechts in Polen 1981–1983 setzte er sich für Inhaftierte aus den Reihen der Demokratiebewegung um die Gewerkschaft Solidarność ein.

## Ehrungen und Auszeichnungen
- Verdienstorden der Bundesrepublik Deutschland (Großes Verdienstkreuz mit Stern)
- Orden Polonia Restituta (Komtur mit Stern)
- Orden des Weißen Adlers
- Orden des Lächelns
- Gloria-Artis-Medaille für kulturelle Verdienste
- 2015: Ehrenbürger der Rajongemeinde Vilnius
- Ehrenbürger von Białystok (Ehrenbürgerschaft am 23. November 2020 vom Stadtrat aberkannt)[12]
- Ehrenbürger von Breslau (Ehrenbürgerschaft am 20. November 2020 vom Stadtrat aberkannt)[13]